# Павленишвили, Отия
Отия Павленишвили (груз. ოტია ფავლენიშვილი) — грузинский писатель XVIII века из рода Павленишвили.

## Биография
Принадлежал к окружению грузинского царя Вахтанга VI, последовавшему за ним в изгнание в Москву. Считается одним из ключевых литераторов грузинского посольства в Москве.

## Творчество
Автор патриотической поэмы «Вахтангиани», описывающей это изгнание, жизнь московской грузинской колонии в середине XVIII века, посещение грузинской делегацией Петергофа по приглашению Анны Иоанновны. Поэма «Вахтангиани» состоит из вступления и семи частей, что рассматривается исследователями как следование литературному канону.